# Онагр (метальна машина)

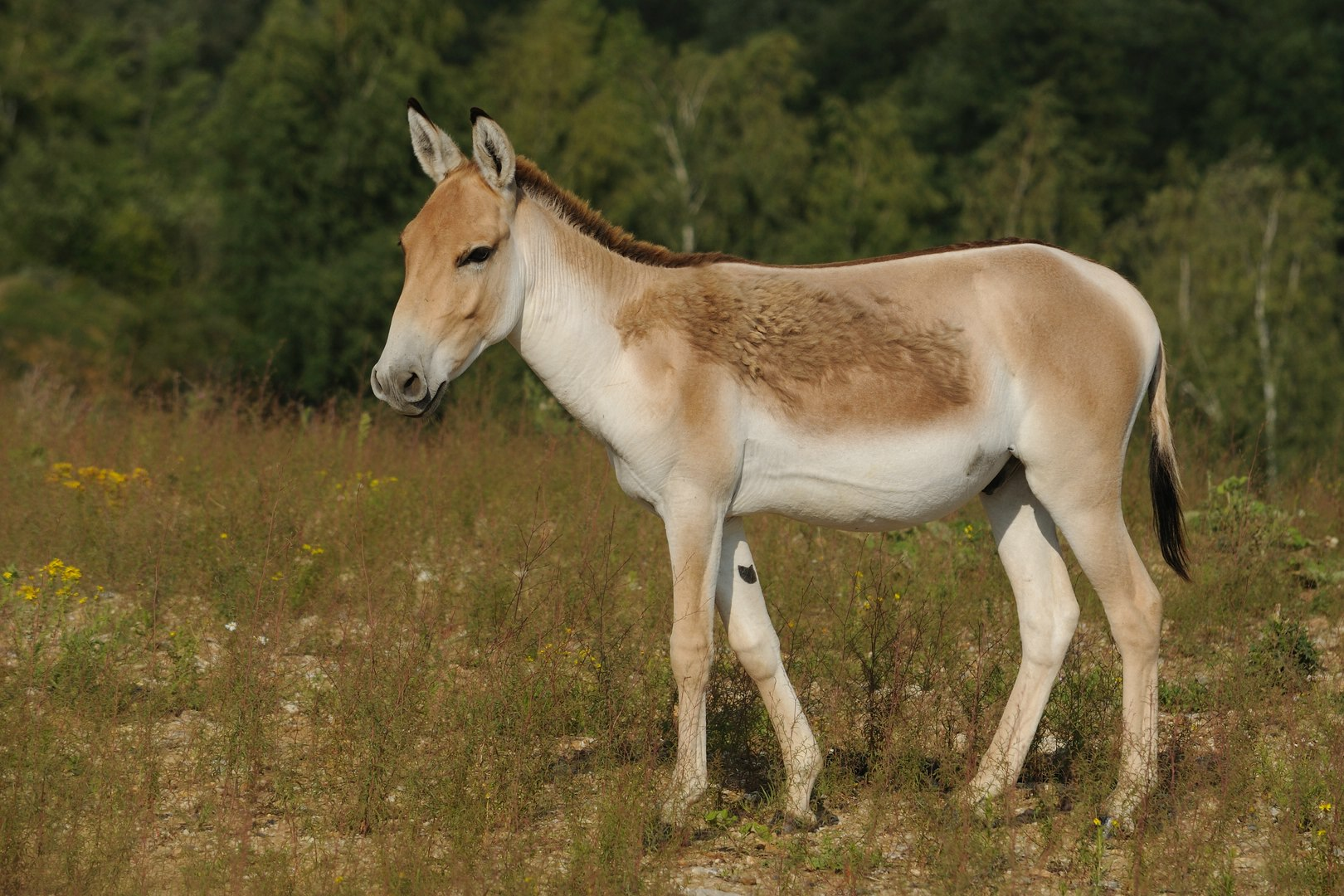
Зображення онагра

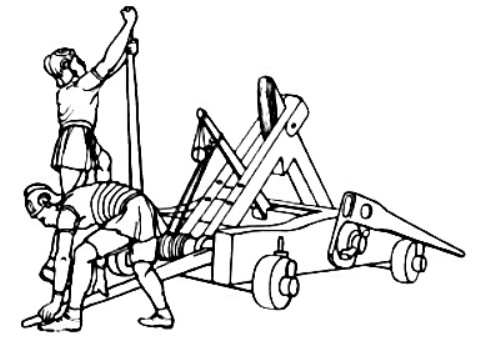
Ескіз онагра з пращою, пізнішим вдосконаленням, що збільшило довжину кидкової руки, за античною технологією від Дільса.

Она́гр (лат. onager,грец. ὄναγρος («дикий осел», «онагр» )‎ — посткласична римська облогова машина торсіонного типу для метання каміння. Це різновид катапульти, що використовує торсіонні напруження, переважно скрученого каната, який діє як пружина. Перша згадка про онагр пов’язана з римським істориком Амміаном Марцелліном, котрий описував їх як скорпіон.

## Етимологія
Щодо виникнення назви онагра, вважають, що римські автори асоціювали походження терміна зі словом «осел». В деяких джерелах зазначено, що  машину названо онагром, тому що осел, уникаючи погоні, розкидав каміння, а цей звук нагадував звуки використання онагра. Або, що звук падіння снарядів нагадував хвицання тварини. .

## Будова
Онагр складався з великого каркаса, поставленого на землю, до переднього кінця якого кріпився вертикальний каркас із деревини. До вертикальної спиці, що проходила через в'язку мотузки, прикріплену до рами, була приєднана праща, в якій знаходився снаряд. Щоб вистрілити, важиль притискали вниз, долаючи натяг скручених мотузок або інших пружин за допомогою лебідки, а потім раптово відпускали. Онагр не мав колес, так як це зменшувало влучність, через велику силу замаху онагра. Крім цього, онагр не оснащувався спеціальними засобами горизонтального наведення. Це робило його не практичним для польових битв, проте не заважало використовувати для стрільби по нерухомим цілям. Тобто онагр застосовували як облогову мортиру або як контр-осадову зброю, що була здатна руйнувати дерев'яні та земляні укріплення, тих хто брав у облогу.
Завдяки загальному спрощенню конструкції та відсутності такого складного заряджально-спускового механізму з жолобом, як у балісти, а також за рахунок використання принципу пращі на онаграх вдалося досягти підвищення калібру до 100 кг за збереження тієї ж дальності, що й у баліст.
Детальний опис конструкції машини дав пізньоримський історик Амміан Марцеллін:

«Скорпіон, який нині називають онагром (дикий осел), має таку форму. Витісують дві колоди зі звичайного або кам'яного дуба і злегка закруглюють, так що вони підіймаються горбом; потім їх скріплюють  за подобою до козлів для пиляння і роблять на обох сторонах великі дірки; через них пропускають міцні канати, які скріплюють машину, щоб вона не розійшлася. У цих канатів піднімається у косому напрямі дерев'яний стрижень на зразок дишла. Прикріплені до нього мотузки так його тримають, що може підніматися нагору і опускатися вниз. До верхівки прилаштовані залізні гачки, на яких вішається дерев'яна або залізна праща. Під цією дерев'яною спорудою влаштовується товста підстилка, набитий викривленою соломою мішок, добре укріплений і покладений на купу дерну або на поміст, складений з цегли. Якщо ж помістити цю машину прямо на кам'яній стіні, вона розхитає все, що знаходиться під нею не через свою тяжкість, але від сильного струсу. Коли справа доходить до бою, в пращу кладуть круглий камінь, і чотири людини по обидва боки машини швидко обертають навійні, на яких закріплені канати, і відгинають назад стрижень, наводячи його майже горизонтально. Командир гармати, що стояв нагорі машини, вибиває тоді сильним ударом залізного молота ключ, який утримує всі зв'язки машини. Звільнений швидким поштовхом стрижень відхиляється вперед і, зустрівши відсіч в еластичному матраці, викидає камінь, який може розтрощити все, що трапиться на його шляху.»

## Історія
Онагр використовувався з III століття по VI століття нашої ери. До винаходу онагра баліста  була найбільш розповсюджена облогова машина, проте балісти вискокої потужності були виключно складні у будівництві, транспортуванні та обслуговуванні. Крім цього, калібр снаряду був максимальний для машин даної конструкції і не міг бути підвищений при рівні розвитку технологій, що існували на той час. Таким чином, була потрібна нова машина: по можливості легша і простіша у виробництві, але при цьому не менш потужна. Тому баліста та скорпіон були модифіковані в онагри. Онагри були розповсюдженні на теренах Східної Римської Імперії, так як використання онагрів були зафіксовані у битвах на Східній частині Імперії, до того назва має грецькі корені.
У 378 році онагр був використаний проти готів в Адріанополі, і хоча він не завдав жодних втрат, його великий кам'яні снаряди мали ефект залякування для готів. Військовий письменник кінця четвертого, початку п'ятого століття Вегецій стверджує, що легіон повинен виставити десять онагрів, по одному на кожну когорту. Він каже, що їх слід транспортувати повністю зібраними на возах для волів, щоб забезпечити готовність у разі раптового нападу, і в цьому випадку вони можуть бути негайно використані для захисту.. 
Наприкінці VI століття авари принесли китайський тяговий требушет, також відомий як мангонель. Незабаром він замінив повільні та складні у виробництві і використанні метальні машини з торсійним приводом. У сучасній історії мангонель часто помилково сприймають за онагр, хоча немає жодних свідчень його використання за межами VI століття нашої ери.